# デニス・マッキノン
デニス・マッキノン（Dennis McKinnon 1964年11月4日- ）はジョージア州クイットマン出身のアメリカンフットボール選手。NFLのシカゴ・ベアーズなどで1983年から1990年まで7シーズンプレーした。ポジションはワイドレシーバー。ニックネームはシルキーD(Silky D)。

## 経歴
ボビー・ボウデンの下、フロリダ州立大学で先発WRの地位を確保できなかった彼は、1983年、ドラフト外フリーエージェントでシカゴ・ベアーズに指名されて入団した。1年目の1983年には3試合に先発出場し、20回のレシーブで326ヤードを獲得、4TDをあげるとともに、34回のパントリターンで316ヤード、1TDをあげた。
1985年、31回のレシーブで555ヤードを獲得、7TDをあげた。第20回スーパーボウルでも先発し優勝を味わった。なお彼はラップソング『スーパーボウルシャッフル』の一員には入らなかった。
1986年は、怪我のため全休した。
1987年9月14日のニューヨーク・ジャイアンツとのマンデーナイトフットボールで94ヤードのパントリターンTDをあげた。また同年10月25日のタンパベイ・バッカニアーズ戦では65ヤードのリターンを見せている。この年40回のパントリターンで405ヤード、2TDをあげた。
ウィリー・ゴールトが退団した1988年、チームトップの45回のレシーブで704ヤードを獲得、3TDをあげた。また40回のパントリターンで405ヤード、チーム記録となる2TDをあげた（この記録は2006年にデビン・ヘスターに更新された。）。フォッグボウルとして知られる同年12月31日のフィラデルフィア・イーグルスとのプレーオフでは、マイク・トムザックから64ヤードのTDパスを含む4回のレシーブで108ヤード、1TDをあげて、20-12の勝利に貢献した。
1990年、プランBでダラス・カウボーイズへ移籍した。サンディエゴ・チャージャーズとの開幕戦でトロイ・エイクマンからの28ヤードのTDパスをレシーブ、17-14でチームは勝利し、ホームテキサス・スタジアムでの連敗を14で止めた。この試合でのTDがカウボーイズであげた唯一のTDとなっている。この年7試合に出場、14回のレシーブで172ヤードを獲得した。その後、カウボーイズからウェーバーされた彼は、同年11月、マイアミ・ドルフィンズと契約したが、その2日後に解雇された。ドルフィンズでは背番号42番を着用しており、翌週のロサンゼルス・レイダース戦では、ドルフィンズの殿堂入りWRポール・ウォーフィールド（背番号42）、ラリー・ゾンカ、ボブ・グリーシー、ジム・ランガーの表彰がハーフタイムに予定されていた。
ベアーズのパントリターナーとして、デビン・ヘスターに次ぐチーム歴代2位の127回で、ヘスター、ジョージ・マカフィーに次ぐ歴代3位の1,171ヤードをリターンし、3TDをあげている。
8シーズンで194回のレシーブで、3,012ヤードを獲得、22TDをあげた。また129回のパントリターンで、1,191ヤード、3TDをあげている。
現役引退後、NCAAディビジョンIIIに所属するイリノイ州デュページ郡にあるイリノイベネディクティン大学のオフェンスコーディネーターを務めた。
1999年に「Bearly Active Productions」を設立した。

## 人物
ベアーズのヘッドコーチだったマイク・ディトカによればブロックの優れたレシーバーであった。2005年にシカゴ・トリビューンのインタビューで、ディフェンスばかりが偉大であったと注目されているが、ウォルター・ペイトンを中心とした1985年のオフェンスは、ボール保持時間でNFL1位、得点で2位となっており、ランオフェンスでは3年連続NFLトップとなったことを指摘、ディフェンス選手に十分な休養を与えていたことを指摘した。また自分たちが、シーズン序盤に圧勝したニューイングランド・ペイトリオッツではなく、シーズン中、唯一敗れたマイアミ・ドルフィンズと対戦できなかったことを悔しがった。
母親はバスの運転手をしており、タンパベイ・バッカニアーズとのアウェーでの試合では、食料をチームに持っていった。
ジョンソン・プロダクツ・カンパニーの創設者、ジョージ・ジョンソンの娘と結婚したが、離婚訴訟になっている。